# Pan Nalin
Pan Nalin, pseudonimo di Nalin Kumar Pandya (Adtala, 19 aprile 1965), è un regista indiano, conosciuto principalmente per aver diretto la pellicola premiata Samsara.
Samsara, film di debutto del regista, ha vinto il “Premio Gran Giuria – Menzione Speciale” all’AFI Fest e il premio “Lungometraggio più Popolare” al Melbourne International Film Festival in Australia nel 2002.

## Biografia
Nato con il nome di Nalin Kumar Pandya in una piccola cittadina del Gujarat, in India, Pan viene da una famiglia modesta. Suo padre è proprietario di una bancarella di tè alla stazione ferroviaria di Khijadiya, nei pressi della città di Amreli. Il regista stesso vive tra l’India e la Francia.
Pan Nalin ha studiato Belle arti alla M. S. University di Baroda, iscrivendosi poi all’Istituto Nazionale indiano di Design. Prima di trasferirsi a Mumbai e iniziare a lavorare nel mondo del cinema, prima come assistente di produzione e poi alla regia, ha partecipato alla produzione di quattro film di animazione e venti cortometraggi muti.
Pan Nalin è salito alla ribalta internazionale al suo debutto cinematografico nel 2001, con il lungometraggio Samsara, vincitore di diversi premi internazionali e apprezzato sia dal pubblico che dalla critica. I diritti di distribuzione del film per gli Stati Uniti d'America sono stati acquisiti da Miramax/Disney.
Oltre a pellicole cinematografiche, Pan ha sperimentato e diretto anche cortometraggi e documentari per BBC, Discovery Channel e Canal Plus. Il suo film documentario Ayurveda. Arte di vivere, arte di guarire è stato trasmesso nei cinema in tutto il mondo, arrivando ad essere proiettato per un anno di fila in Spagna e tre anni in Francia.
Il lungometraggio del 2006 Valley of Flowers è stato distribuito in prevendita in circa 35 paesi nel mondo ed è considerato un successo del cinema indipendente. La pellicola è stata filmata tra le montagne dell'Himalaya, in località remote e ad alta quota, e in Giappone. Il film ha vinto il premio come "Miglior Film" alla cerimonia IFFLA (Indian Film Festival Los Angeles) ed è stato nominato per diversi premi dall'IAAC (Indo-American Art Council) di New York, tra cui "Miglior Film" e "Miglior Regista".
Per la Conferenza ONU sui cambiamenti climatici 2009, tenutasi a Copenaghen, Pan ha creato un cortometraggio a tema ambientalistico per il progetto delle Nazioni Unite Visual Telegrams, a cui hanno partecipato in totale 30 registi da 30 paesi diversi.
Nel 2015, il lungometraggio Angry Indian Goddesses ha vinto il Premio del Pubblico al Festival del Cinema di Roma.

### Riconoscimenti
Nel 2006, grazie al successo di Ayurveda. Arte di vivere, arte di guarire, Pan ha ottenuto il prestigioso premio spagnolo Vida Sana per i suoi contributi in materia ecologista. L'anno successivo, TMG (il Triangle Media Group UK di David Flint) ha incluso il regista nella lista dei Top 50 Achievers in Global Mainstream Media (50 persone di successo nei media popolari globali) nei campi di cinema, teatro e drammaturgia.
Oltre alle nomination a vari premi cinematografici internazionali, Pan Nalin ha partecipato come giurato in altri festival cinematografici insieme a registi del calibro di Roman Polański, Maria de Medeiros, Jamel Debbouze, Ludivine Sagnier, David Wenham, Paz Vega, Sandrine Bonnaire e Teddy Chan.
Nel 2009, la sceneggiatura tragicomica di Pan Slightly Sane ha vinto il premio CJ Entertainment per il Miglior Progetto Internazionale al Pusan International Film Festival, in Corea del Sud.
Pan Nalin ha partecipato a diverse conferenze e comitati in materia di letteratura, arte o media. Al Festival della Letteratura di Jaipur ha tenuto la conferenza "Art of Adaptation for Screen" ("L'Arte dell'Adattamento per lo Schermo"), insieme al vincitore del premio Oscar Christopher Hampton. Al Salone del Cinema di Parigi ha partecipato al forum per la Coproduzione Francia-India, in una delegazione con a capo Amitabh Bachchan.

## Filmografia

### Cinema
- Samsara (2001)
- Valley of Flowers (2006)[13]
- Angry Indian Goddesses (2015)[14]
- Beyond the Known World (2017)
- Last Film Show (2021)

### Cortometraggi
- The Khajuraho (1991)
- The Doubt (1995)
- Eiffel Tower Trilogy: Height, Weight & Gravity (1997)
- Echo of Eco (2009)
- Legend of Kumbh (2019)
- The Tiniest Invisible Piece of Shit! (2020)
- The Face Reader (2021)

### Documentari
- The Tulkus (1993)
- The Nagas (1994)
- The Devadasi (1997)
- Amazing World India (1999)
- Ayurveda: Art of Being (2001)[15]
- Faith Connections (2013)